# 周著原
周著原（?—?），清朝政治人物。
宣统2年（1910年），擔任清朝遵义府婺川縣知縣。后由鄒炳文接任。